# Salem Alhazmi
Salem al-Hazmi (arabsky: سالم الحازمي, přepisem Alhazmi) (2. února 1981 – 11. září 2001) byl terorista, jeden z pěti, které FBI označila jako únosce letu American Airlines Flight 77, kterým byly spáchány teroristické útoky 11. září 2001. Jeho starší bratr Nawaf al-Hazmi byl také označen jako jeden z únosců.
Jeho otec byl prodavač. Existují zprávy, že Salem bojoval se svým bratrem Nawafem al-Hazmim v Afghánistánu a podle dalších zpráv bojovali společně v Čečensku. Oba bratři obdrželi americká víza od amerického konzulátu v Jeddahu v Saúdské Arábii v dubnu 1999. Salem al-Hazmi byl veterán Al-Kájdy a byl vybrán pro spoluúčast na útocích 11. září 2001.
V únoru 2000 spolu s bratrem a Ahmed al-Ghamdim letěli do Bejrútu, každý sám a v jiném letadle.
S Nawafem al-Hazmim a dalšími budoucími útočníky se možná zúčastnil summitu Al Kájdy v roce 2000 v Kuala Lumpur. Tam se rozhodlo o detailech útoků.
Podle FBI a vyšetřovací komise al-Hazmi poprvé vstoupil do USA 29. července 2001. Je mnoho nepotvrzených informací, že žil v San Antoniu s dalším únoscem Satamem al-Suquamim. Aby se Al-Hazmi dostal do země, použil kontroverzní program Visa Express.
Al-Hazmi se přesunul do Patersonu v New Jersey, kde bydlel s Hani Hanjourem. Dne 27. srpna Nawaf a Salem koupili letenky přes Travelocity.com přes Nawafovu Visa kartu.
S dalšími 4 únosci z letu 77 navštěvoval posilovnu Gold's Gym v Greenbeltu v Marylandu od 2. září do 6. září stejný rok.
Dne 11. září 2001 kamera na letišti v Dulles zabírá 4 z 5 únosců, včetně Salema al-Hazmiho, ten spouští detektor kovu.

## Pochybnosti
- Krátce po útocích několik zdrojů potvrdilo, že Salem al-Hazmi (26 let) žije a pracuje v chemičce v Yanbu v Saúdské Arábii. Tvrdí, že jeho pas byl ukraden v Káhiře v roce 1998[1] a fotografie a detaily jako datum narození se shodují se záznamy FBI. Také tvrdil, že nikdy nenavštívil USA, poslal tam ale dobrovolníka, aby dokázal jeho nevinu. Také tvrdí, že mu byla ukradena identita.
- Muhammad Salim Al-Hazmi, otec dvou únosců, tvrdí, že uveřejněné fotky byly někým zfalšované. Al-Hazmi pokračuje, "jako otec, mám pocit, že další dva jsou živí a zdraví a brzy se vrátí domů a najdou se skuteční viníci.
- Po těchto zmatcích Saúdská Arábie přiznává, že jména se shodují. "Jména potvrzujeme," říká ministr vnitra Prince Nayef pro The Associated Press. "Jejich rodinám to bylo oznámeno." Nayef byl také šokován, že 15 teroristů bylo ze Saúdské Arábie a o jejich zapletení se nevědělo předem.